# Список графів Голландії

Герб графів Голландії

Голландським графством керували такі графи:

## Герульфінги(Голландський дім)
- Герульф Старший (839)
- Герульф Кеннемерлендський (885—896)
- Дірк I (916—939)
- Дірк II (939—988)
- Арнульф (988—993)
- Дірк III (993—1039)
- Дірк IV (1039—1049)
- Флоріс I (1049—1061)
  - Роберт I Фландрський (1061—1071), регент, вітчим Дітріха V.
  - Годфрід IV Лотаринзький
- Дірк V (1061—1091)
- Флоріс II (1091—1121)
- Дірк VI (1121—1157) (1122—1133 через свою матір Петроніллу з Голландії)
- Флоріс III (1157—1190)
- Дірк VII (1190—1203)
- Ада Голландська, після 1203 р., повалена, ⚭ 1203 р.
  - Людовик II; † 1218, граф Луз, 1203/06 граф Голландії
- Вільгельм I (1203—1222)
- Флоріс IV (1222—1234)
- Вільгельм II (1234—1256), римсько-німецький антикороль з 1248 по 1254 рр. і римсько-німецький король з 1254 по 1256 рр.
  - Вільгельм (1234—1238) як регент, брат Флорена IV.
  - Отто III Голландский, (1238—1239) як регент, брат Флоріса IV.
- Флоріс V (1256—1296)
  - Флоріс дер Фогт, (1256—1258) як регент, брат Вільгельма II.
  - Адельгейда Голландська (1258—1263) як регентша, сестра Вільгельма II.
  - Отто II Гелдернський (1263—1266) як регент
- Ян I (1296—1299)

## Авени
- Жан II д'Авен (1299—1304)
- Вільгельм I (1304—1337)
- Вільгельм II (1337—1345)
- Маргарита II Баварська (1346—1351)

## Віттельсбахи
- Вільгельм I (1346—1358)
- Альбрехт I (1358—1404)
- Вільгельм II (1404—1417)
- Йоганн III (1418—1425)
- Якоба (1417—1433)

## Бургундська гілка династії Валуа
- Філіпп III Добрий (1433—1467)
- Карл I Сміливий (1467—1477)
- Марія I Бургундська (1477—1482)

## Габсбурги
- Максиміліан I (1482—1494)
- Філіп I Вродливий (1494—1506)
- Максиміліан I (1506—1515)
- Карл V Габсбург (1515—1555)
- Філіп II (1555—1581)

## Галерея

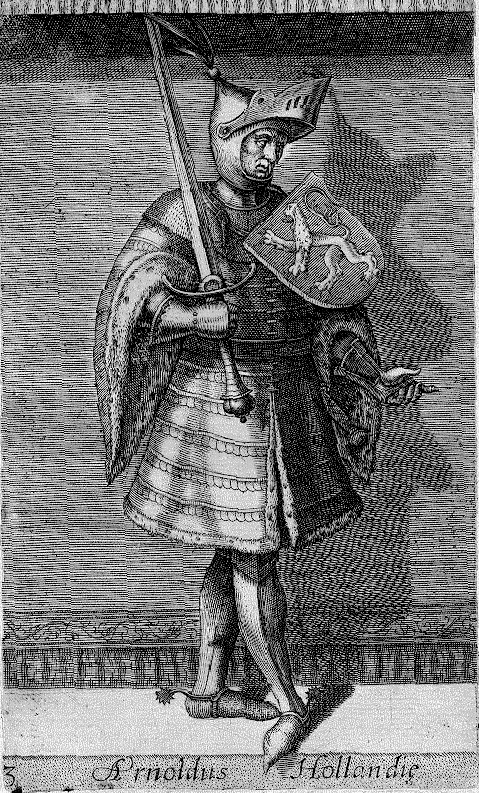
Арнульф Голландський (955—993)
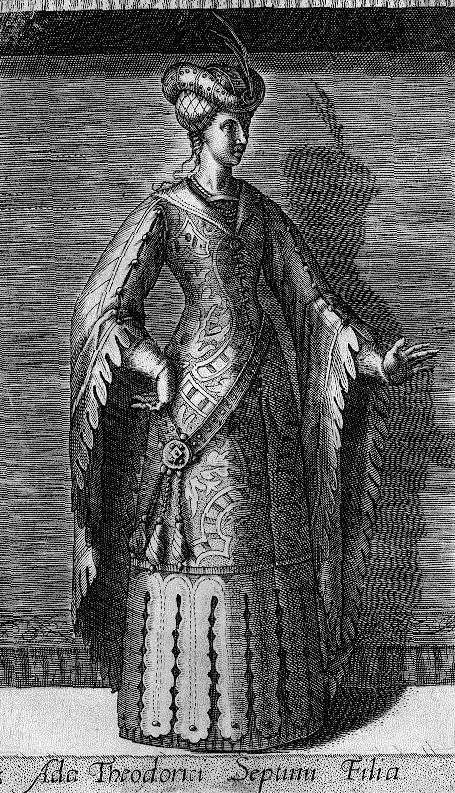
Ада Голландська (1188—1223)
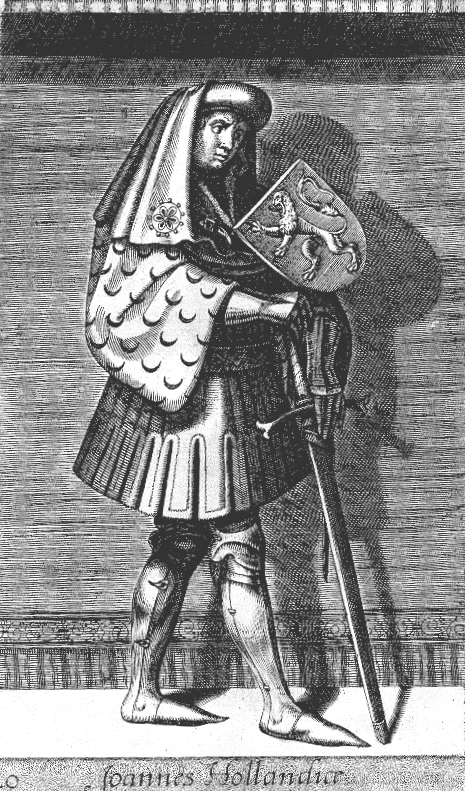
Іоанн I Голландський (1284—1299)
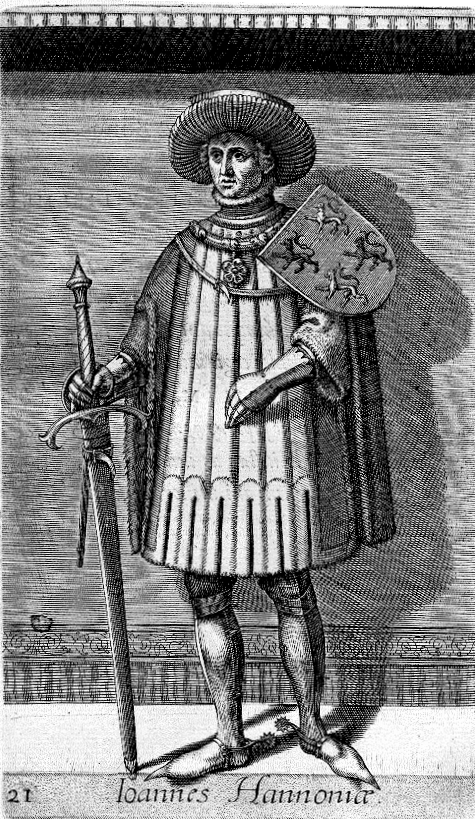
Іоанн II Голландський (1248—1304)
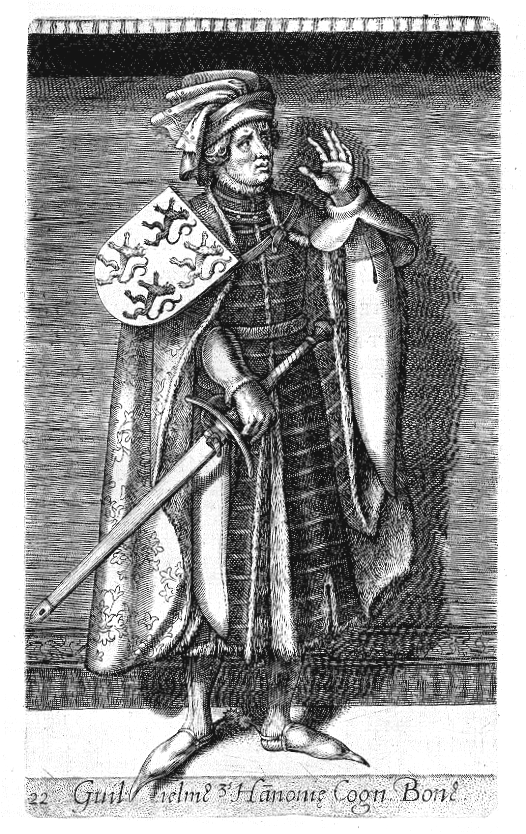
Вільгельм III Голландський (1286—1337)
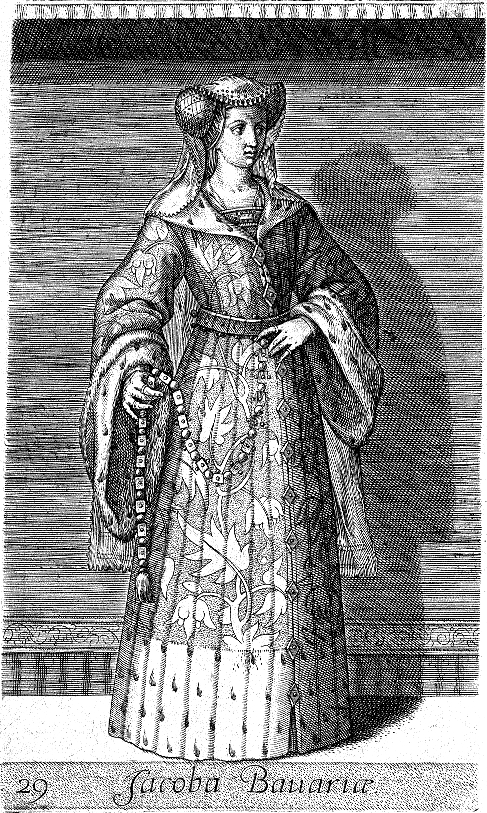
Якоба (1401–1436)
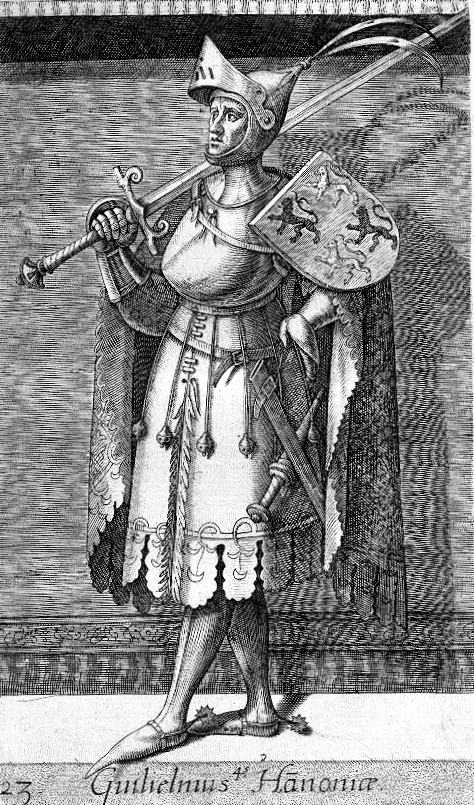
Вільгельм I (1307–1345)
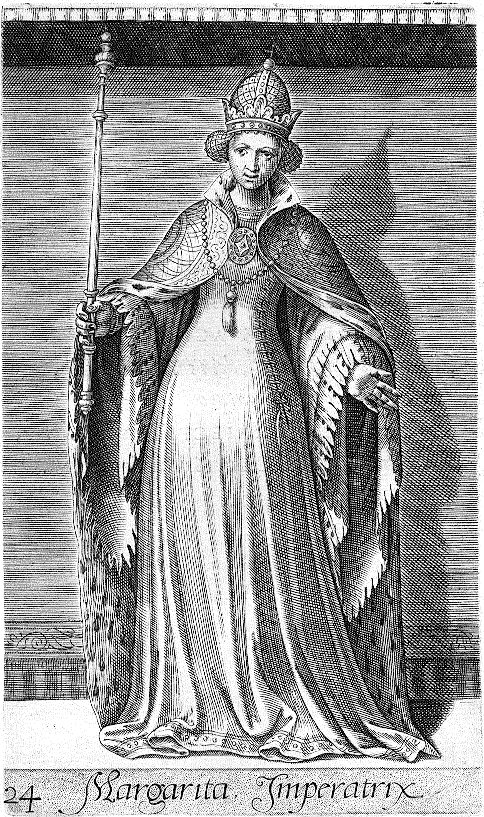
Маргарита II (1311–1356)
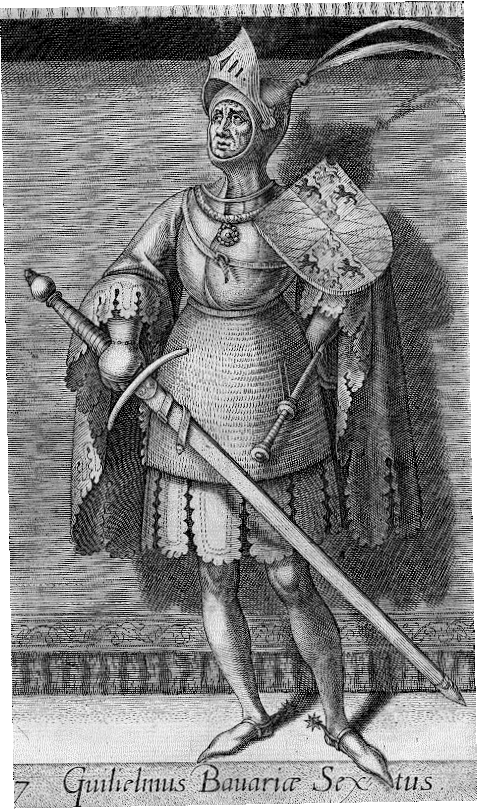
Вільгельм II (1365–1417)
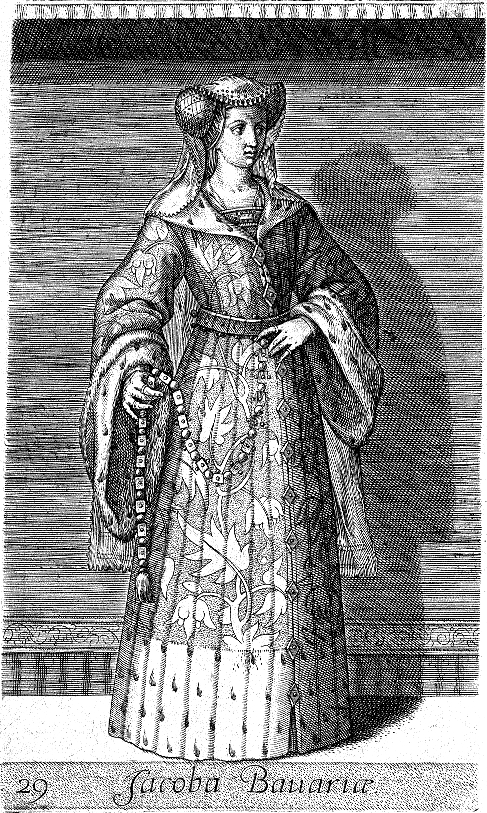
Якоба (1401–1436)
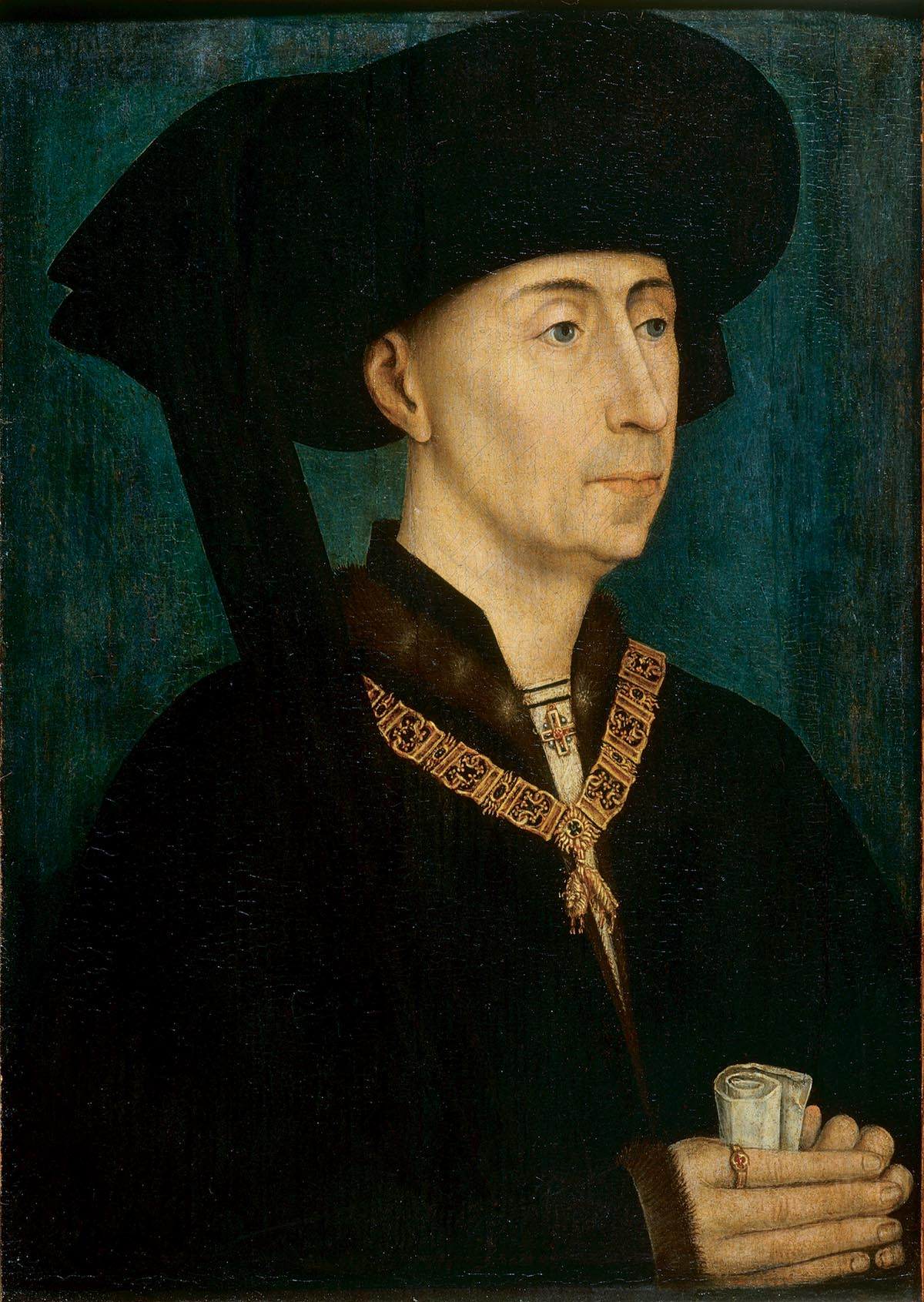
Філіпп III Добрий
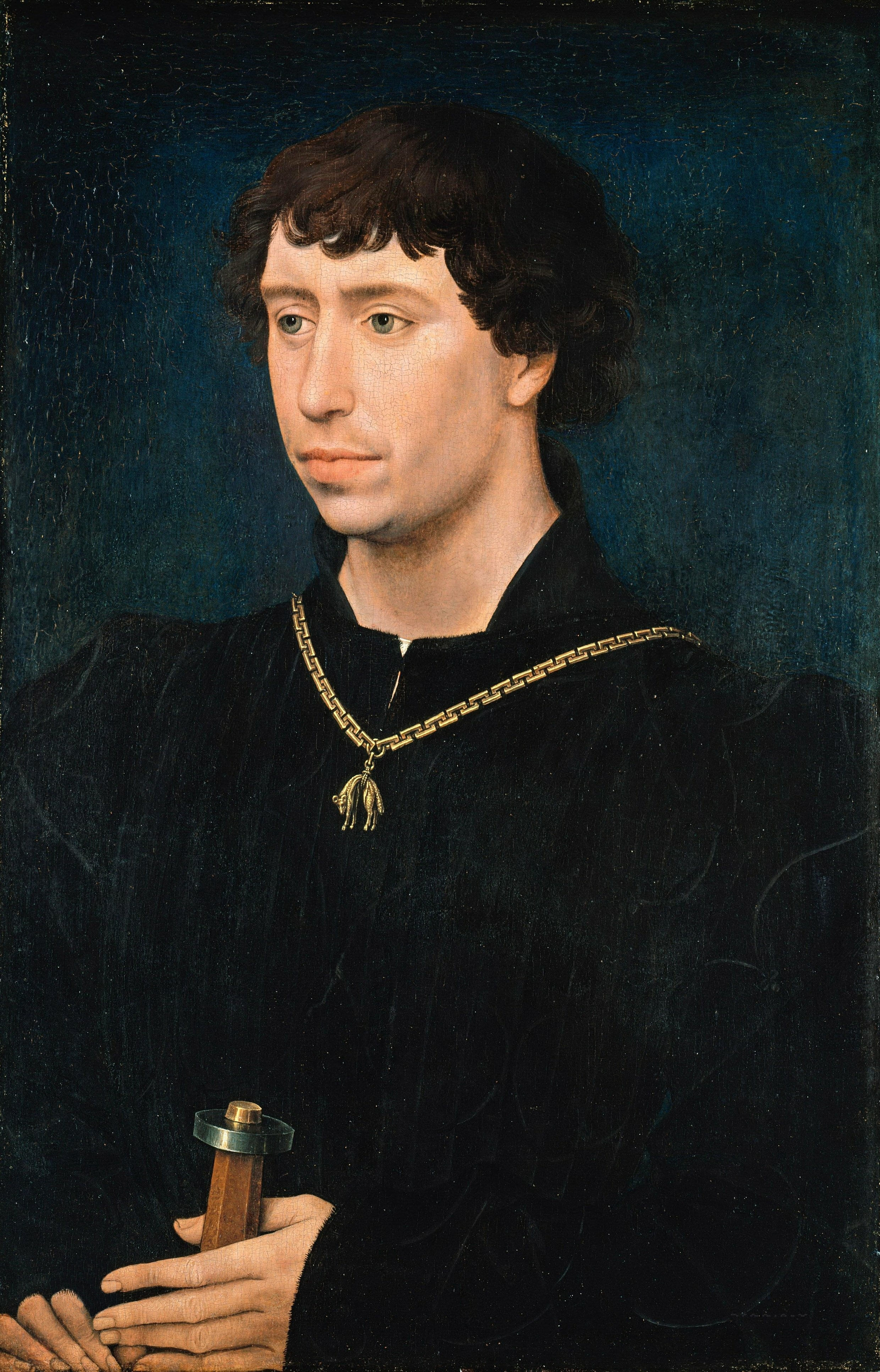
Карл I Сміливий
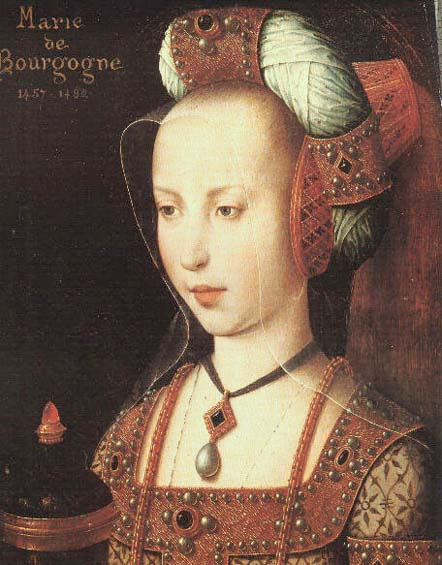
Марія I Бургундська